# 劉鋒 (光緒進士)
劉鋒，湖南省長沙府瀏陽縣人，清朝政治人物。同進士出身。
光緒二年（1876年），參加丙子恩科會試，得貢士第64名。殿試登進士3甲第44名。同年五月（6月3日），經吏部掣簽，授即用知縣。